# Family Games
Pour plus de détails, voir Fiche technique et Distribution.
Family Games est un film américain réalisé par Suzuya Bobo, sorti directement en vidéo en 2018.

## Fiche technique
- Titre : Family Games
- Réalisation : Suzuya Bobo
- Scénario : Suzuya Bobo et James Kaelan
- Musique : Jake Staley
- Photographie : Andreas von Scheele
- Montage : Benedict Kasulis et Kelly Parker
- Casting : Lois J. Drabkin et Susan Shopmaker
- Décors : Andrew Finley
- Direction artistique : Tony Ventura
- Costumes : Aidyn Crowe
- Production : Ben Barenholtz
- Pays :  États-Unis
- Dates de sortie : 
  - États-Unis : 10 avril 2018 (directement en DVD)
  - Royaume-Uni : 11 juin 2018 (VOD)[2]
  - Turquie : 28 septembre 2018 (sortie limitée en salles)

## Distribution
- Megan Boone : Sloane
- Larry Bryggman : Roan
- Alison Fraser : Kathryn
- Derek Cecil : Barrett
- Margaret Anne Florence : Stephanie
- Ronald Catania : Driver

## Production
Le film est tourné dans le comté de Westchester en 2012.